# گیلیز مک‌کینون
گیلیز مک‌کینون (انگلیسی: Gillies MacKinnon) کارگردان، نویسنده و نقاش اهل اسکاتلند است. او در دانشکدهٔ هنر گلاسگو نقاشی دیواری خوانده است و پس از آن در دانشگاه میدلسکس و دانشکدهٔ ملی فیلم و تلویزیون تحصیل کرده است. مک‌کینون ساکن لندن است.
از فیلم‌های ساختهٔ او می‌توان به موفرفری زشت، باروت، خیانت و دسیسه و آخرین اتوبوس اشاره کرد.